# Internationaux de Strasbourg 2004
L'Internationaux de Strasbourg 2004 è stato un torneo di tennis giocato sulla terra rossa. È stata la 18ª edizione del Internationaux de Strasbourg, che fa parte della categoria Tier III nell'ambito del WTA Tour 2004. Si è giocato al Centre Sportif de Hautepierre di Strasburgo in Francia, dal 17 al 23 maggio 2004.

## Campionesse

### Singolare
Claudine Schaul ha battuto in finale  Lindsay Davenport con il punteggio di 2–6, 6–0, 6–3

### Doppio
Lisa McShea /  Milagros Sequera hanno battuto in finale  Tina Križan /  Katarina Srebotnik con il punteggio di 6–4, 6–1